# Almonte (Tây Ban Nha)

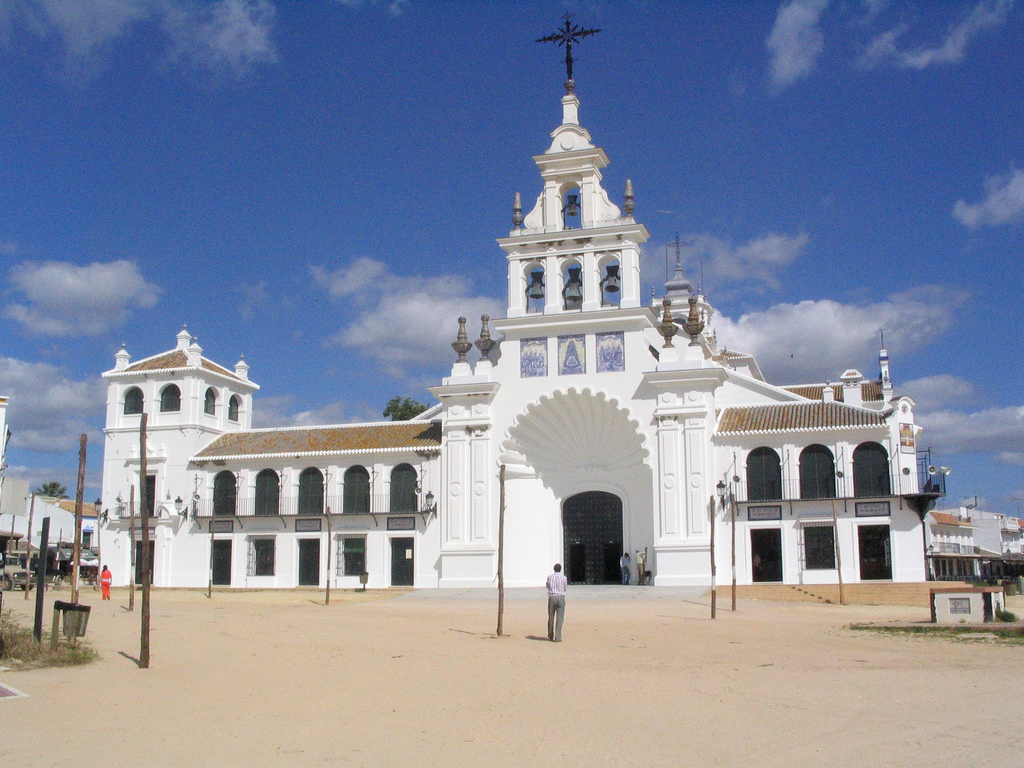
Nhà thờ El Rocio

Almonte là một thành phố và đô thị ở tỉnh Huelva, Tây Ban Nha. Theo điều tra dân số năm 2005, thành phố này có 19.641 dân. Làng El Rocío, một điểm hành hương quan trọng, nằm ở trong đô thị này.

## Dân số
| 1999   | 2000   | 2001   | 2002   | 2003   | 2004   | 2005   |
| ------ | ------ | ------ | ------ | ------ | ------ | ------ |
| 17,202 | 17,444 | 17,687 | 18,151 | 18,446 | 19,191 | 19,641 |

Nguồn: INE (Tây Ban Nha)